# Луций Курский
Луций Курский (нем. Luzius von Chur, V или VI век) — христианский миссионер-мученик, святой римско-католической Церкви. Небесный патрон швейцарского епископства Кур и лихтенштейнского архиепископства Вадуц.
О жизни и деяниях святого повествует лишь ряд легенд относительно позднего сочинения, а исторически достоверные факты почти полностью отсутствуют.
Считается, что святой Луций происходил из области, населёной племенами лат. Pritanni — как в раннем Средневековье назывались Преттигау (нем. Prättigau) — долина реки Ландкварт в Граубюндене, и Монтафон (нем. Montafon) — долина Илля в Форарльберге, и в V либо в VI веке проповедовал в долине Рейна а также в окрестностях Кура. Больше о его деятельности ничего не известно. В средневековых источниках он почти всегда называется исповедником, а не мучеником. Согласно преданию (скорее всего, более позднему), его сестрой была св. Эремита.
Первое основанное на легендах житие святого появилось около 800 года, при этом обозначение области Pritanni было отождествлено с Британией (лат. Britannia), а Луций был назван королём Британии, правившим в 166 году. По заданию папы Элевтерия, переданном Луцию Тифомеем Эфесским, он отправился сперва в Аугсбург, и затем в Рецию с христианской миссией. Не желавшие христианизации язычники бросили его, однако, в глубокий колодец, откуда Луций был спасён единоверцами. Согласно этой версии предания, он скончался в 176 году в Куре.
Другое житие называет Луция первым епископом Кура; этому сообщению, впрочем, противоречит отсутствие его имени в списках предстоятелей епархии.
Изначально Луций был похоронен в церкви его имени в Куре. Его мощи, утерянные в 923 году были вновь обретены в 1108 году, и с тех пор располагались в кафедральном соборе Кура. В настоящее время реликварий с его мощами, изготовленный в 1499 году с большой долей вероятности констанцским мастером Гансом Шварцем, хранится в соборном музее Кура.
Память Луция Курского, считающегося покровителем епископства Кур, отмечается 3 декабря; в региональных епархиальных календарях епископств Базель, Лозанна-Женева-Фрибур, Санкт-Галлен и Сьон — 2 декабря.